# CID (disc jockey)
CID, pseudonimo di Carlos Cid (...), è un disc jockey statunitense.

## Discografia

### Singoli
- 2014 – iLL Behavior
- 2014 – Feel The Release
- 2015 – She Wants The D
- 2015 – Love Is Blind
- 2016 – No!
- 2016 – Us
- 2016 – Together
- 2016 – Sweet Memories
- 2017 – Secrets
- 2017 – Believer
- 2017 – Creepin'